# 王璽 (正德江西進士)
王璽（1469年—？），字卿寶，武驤左衛籍，江西安福縣人，明朝政治人物。

## 生平
弘治十四年（1501年）辛酉科順天府鄉試第二十七名舉人。正德六年（1511年）中式辛未科會試第七十八名，登第三甲第十七名進士。九年任廣東博羅縣知縣。

## 家族
曾祖王率賓；祖父王其智；父王卓越。母周氏。永感下。